# Německý červenostrakatý nížinný skot
Německý červenostrakatý nížinný skot, německy Rotbunte či Rotbuntes Niederungsrind, též německý holštýn, je velké plemeno skotu původem ze severního a severozápadního Německa. Donedávna se jednalo o dobře osvalený skot středního tělesného rámce, v současnosti je zušlechťován holštýnsko-fríským skotem. Výsledkem jsou zvířata velkého tělesného rámce se slabším osvalením a výraznější mléčnou užitkovostí. Mimo Německo je červenostrakatý nížinný skot chován v populaci červených holštýnů.

## Historie
Červenostrakatý nížinný skot vychází z populace červenostrakatých zvířat, které se mezi černostrakatým nížinným skotem severního Německa objevovala od nepaměti. Od začátku 19. století byl tento skot chován v mnoha značně odlišných rázech s přikřížením shorhorna. V roce 1934 došlo ke sjednocení plemene.

## Charakteristika
Je to skot velkého tělesného rámce, ploše osvalený, zvířata jsou rohatá. Je tmavě červeně a bíle strakatý, hlava je červená s bílými odznaky. Menší množství zvířat má dvoustrannou užitkovost se zvýrazněnou mléčností a roční užitkovostí 6440 kg mléka, krávy zušlechtěné býky red holstein dosahují roční užitkovosti 7110 kg mléka s obsahem 4,2 % tuku a 3,4 % bílkovin (2003). Dojitelnost krav je dobrá, zvířata dobře zhodnocují krmiva a jsou vhodná i do méně příznivých podmínek. Býci ve výkrmu dosahují průměrného denního přírůstku 1300 g a jatečná výtěžnost je 60 %.